# Гигроцибе лисичковая
Гигро́цибе лиси́чковая (лат. Hygrócybe cantharéllus) — гриб из рода Гигроцибе (Hydrocybe) семейства Гигрофоровые (Hygrophoraceae).
Синонимы:
- Agaricus cantharellus Schwein., 1822basionym
- Camarophyllus cantharellus (Schwein.) Murrill, 1916
- Hygrophorus cantharellus (Schwein.) Fr., 1838
- Pseudohygrocybe cantharella (Schwein.) Kovalenko, 1988

## Описание
- Шляпка 1—3,5 см в диаметре, в молодом возрасте выпуклой или уплощённой, затем воронковидной или плоской формы, в молодом возрасте шелковистая, затем покрытая мелкими чешуйками, окрашена в огненно-красный, охристо-оранжевый или охристо-жёлтый цвет, в молодом возрасте более яркая.
- Мякоть тонкая, жёлтого или красно-оранжевого цвета, без особого вкуса и запаха.
- Гименофор пластинчатый, пластинки сильно низбегающие на ножку, довольно редкие, с ровными краями, оранжевого или жёлтого цвета, обычно более светлые, чем поверхность шляпки.
- Ножка 2—12 см длиной и 0,1—0,5 см толщиной, ломкая, сухая, гладкая, одного цвета со шляпкой или более светлая, в нижней части беловатая или желтоватая, ровная или слегка расширенная в верхней части, полая или с ватной мякотью. Кольцо отсутствует.
- Споровый порошок белого или светло-кремового цвета. Споры 7—13×4—8 мкм, эллиптической или почти яйцевидной формы, с гладкой поверхностью. Базидии двух- и четырёхспоровые, 35—60×6,5—10 мкм.
- Считается несъедобным грибом.

## Ареал и экология
Известна из Европы, Северной, Южной и Центральной Америки. Произрастает обычно группами, на земле или на мёртвой древесине на лугах, на обочинах дорог, в лесах.

## Сходные виды
- Hygrocybe miniata (Fr.) P. Kumm., 1871 — отличается меньшими размерами, сухой шляпкой и более яркой окраской.
- Hygrocybe turunda (Fr.) P. Karst., 1879 — отличается отличается более крупными спорами и окраской чешуек шляпки.